# 삼성 옴니아
삼성 옴니아(Samsung Omnia, Samsung i900, Samsung i910)는 삼성전자가 제조한 터치 스크린 기반의 스마트폰으로, 삼성전자에서는 글로벌 전략폰으로 계획하여 애플의 아이폰의 대항마로 소개하였다. 2008년 6월 싱가포르에서 옴니아(SGH-i900)의 신제품 발표 후, 11월에 대한민국에서 옴니아(SGH-i900)를 대한민국 시장 실정에 맞게 기기를 리모델링한 애니콜 T*옴니아(SCH-M490 · 495)를 출시하였다. T*옴니아는 옴니아의 FM 라디오 수신기를 제거하고 위성 DMB 수신기, 음향효과 칩을 넣어 멀티미디어 요소를 강화하고 CPU 클럭 향상, 액정의 크기를 0.1인치 늘리고 해상도를 WQVGA에서 WVGA로 높이는 등 하드웨어의 상당한 부분을 변경하고 기존 자사의 스마트폰의 문제점으로 지적된 기본 프로그램의 부재를 보강하였지만 여전히 넘치는 버그와 버벅임 때문에 대한민국 사용자들에게 강한 비난을 받았다. 그래서 별명이 옴레기(옴니아=쓰레기)이다. 가격은 대한민국에서 2008년 11월 27일을 기준으로 4 GB는 968,000원(SCH-M490), 16 GB는 1,068,100원(SCH-M495)이다. 대한민국에서는 SK텔레콤 전용 단말기로 출시되었다. 출시 5개월 만에 13만 대를 판매하였다.

## 스펙
T*옴니아는 옴니아(SGH-i900, 3.2인치)보다 0.1인치 늘렸으며 옴니아는 WQVGA이나 T*옴니아는 WVGA이다. 카메라는 옴니아(500만 화소)와 같은 500만 화소의 카메라를 탑재하였으며 화면 밑에는 작은 핑거 마우스가 있다. 이 마우스는 필요하면 5버튼까지 기능을 높여서 사용할 수 있다. 1440㎃h 용량의 표준형 배터리를 지원하며, PMP에 버금가는 멀티미디어 기능을 지원한다. 기본운영체제는 윈도우 모바일 6.1이며, CPU는 마벨 PXA312 806 MHz를 탑재하였다.

## 배터리 성능
현재 T*옴니아의 배터리 성능에 대한 불만이 나온 상태이다. 그것은 통상 휴대폰의 배터리 용량보다 30 ~ 40% 더 많으나 스마트폰이어서 배터리 소비량이 많아져 1 ~ 5시간 정도 지나면 배터리가 다 소비되는 경우가 많다. 현재 일부 구매자들은 삼성전자가 '대용량 배터리(확장형) 1개'를 지급하는 대책을 펼쳐야 할 것으로 촉구하고 있다.

## 해외

### 일본
일본에서는 2008년 11월에 930SC 모델로 출시하였다. 일본에서 출시한 윈도우 모바일을 가진 스마트폰이 아닌 일반 핸드폰으로 분류되고 삼성에서 독자 개발한 핸드폰용 OS가 들어가 있다, 3.3인치의 WVGA를 지원하나, GPS 기능이 없는 단점이 있다.

### 미국
미국에서는 2008년 11월에 SGH-i910이라는 모델명으로 출시하였다. GSM 라디오와 GPS 등을 지원하며, 윈도우 모바일 6.1을 지원한다. 이 폰의 스펙은 옴니아 SGH-i900과 거의 같은 편이다. CPU는 마벨 PXA312 624 MHz를 탑재하였다.

## 기능
1. 터치 스크린
2. 위젯 캔버스
3. 위성 DMB
4. 풀 브라우징 (오페라)
5. 오피스 모바일* Divx / MP3 재생
6. 파일뷰어, 전자 사전(디오텍의 파워딕 2.0)
7. GPS
8. Wi-Fi

## 사진

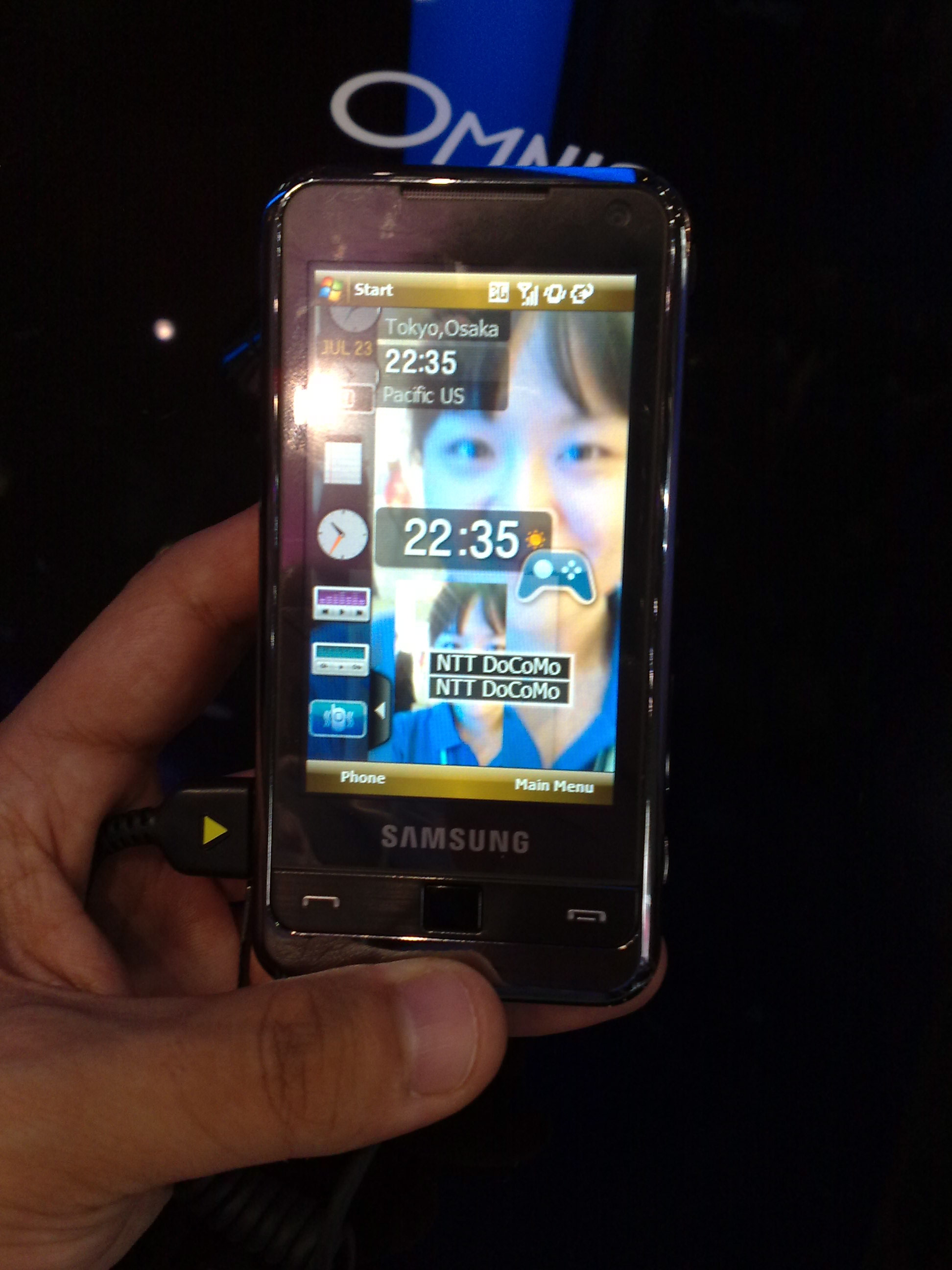
옴니아
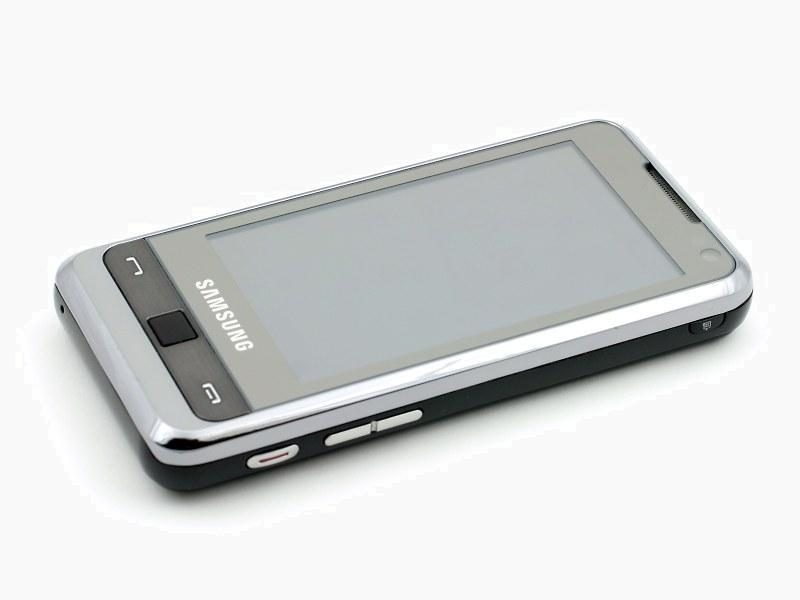
옴니아
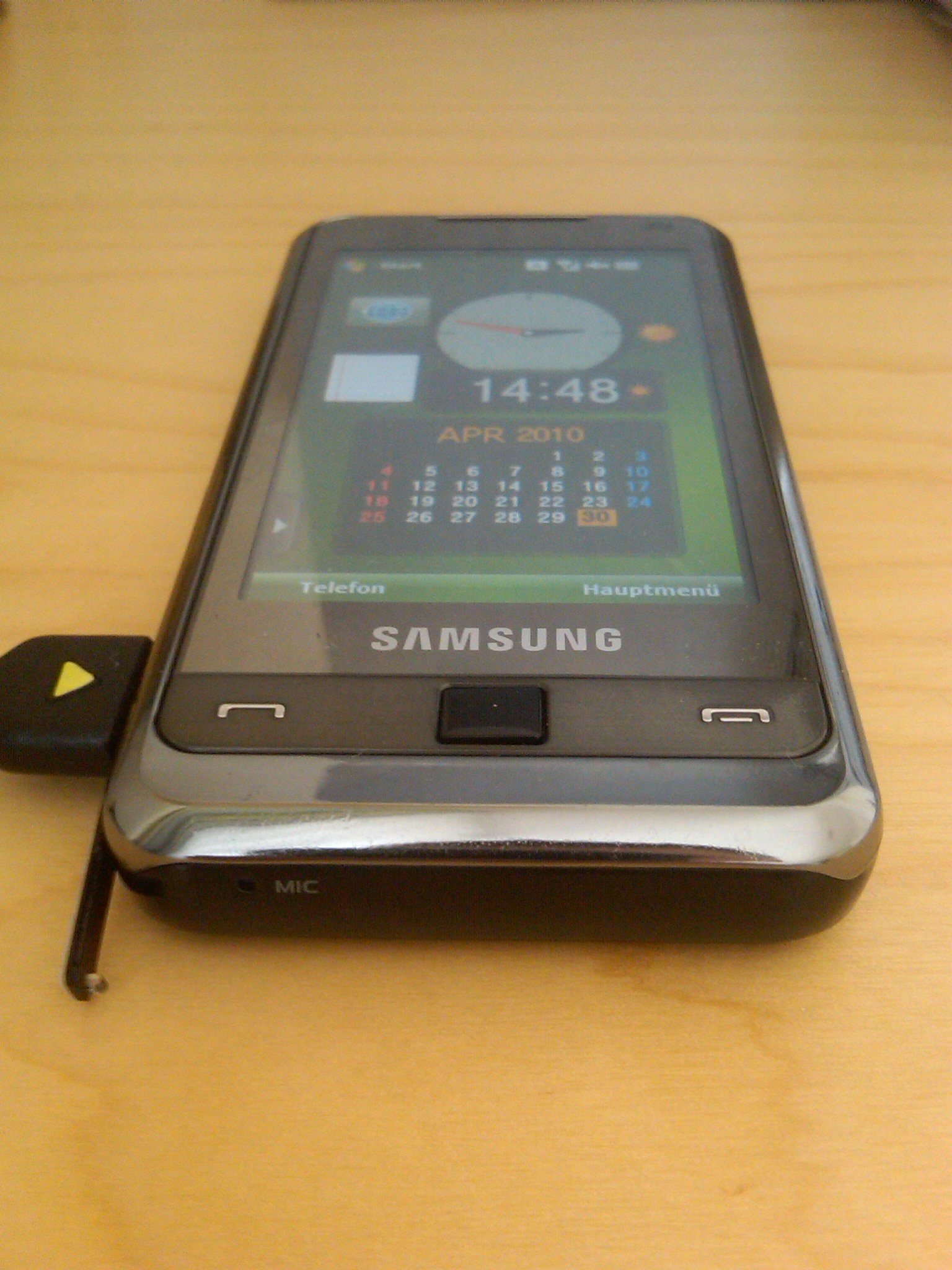
옴니아
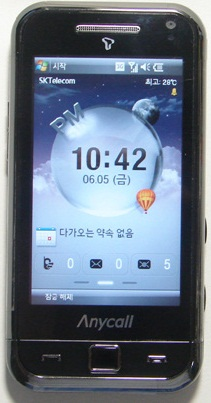
T*옴니아
T*옴니아

## 경쟁 기종
1. 아이폰 3GS

## 옴럭시
옴럭시(OmLaxy)는 8월 23일 인터넷 언론을 잠시 달구었던 옴니아(Omnia)와 갤럭시(Galaxy)의 합성어이다.
옴니아에 안드로이드를 설치하여 옴니아를 갤럭시처럼 사용할 수 있다는 의미로 사용되었다.

## 같이 보기
- 애니콜 T*옴니아
- 아이폰
- 삼성 옴니아 II